# Neopostega distola
Neopostega distola là một loài bướm đêm thuộc họ Opostegidae. Nó là loài duy nhất được tìm thấy ở
tây nam Brasil và miền bắc Costa Rica.
Chiều dài cánh trước là 3.1-3.5 mm. Adults are almost entirely white. Con trưởng thành bay vào tháng 11.